# Catalina de Portugal (1436-1463)
Catalina de Avis y Trastámara (26 de noviembre de 1436-17 de junio de 1463) fue infanta y religiosa de Portugal, hija de Eduardo I y de su esposa Leonor de Aragón. Era la hermana menor de Alfonso V el Africano. Catalina nació en Lisboa el 26 de noviembre de 1436.
Fue prometida en matrimonio con el príncipe Carlos de Viana, pero este murió en 1461. Después se trató su matrimonio con Eduardo IV de Inglaterra.  Catalina permaneció soltera y pasó a llevar una vida religiosa en el convento de Santa Clara. Era una infanta culta, autora de muchos libros relacionados con la moralidad y la religión y con un perfecto conocimiento del latín y el griego.
Murió el 17 de junio de 1463 y está enterrada en el convento de San Elói en Lisboa.